# جاستین گاتلین
جاستین گاتلین (به انگلیسی: Justin Gatlin) (زاده ۱۰ فوریهٔ ۱۹۸۲) ورزشکار دو و میدانی اهل ایالات متحده آمریکا است. از افتخارات وی میتوان وی می‌توان به کسب مدال طلا دو ۱۰۰ متر، مدال نقره دو ۴ × ۱۰۰ متر و مدال برنز دو ۲۰۰ متر در بازی‌های المپیک تابستانی ۲۰۰۴
و مدال برنز و نقرهٔ دو ۱۰۰ متر در المپیک ۲۰۱۲ لندن و ۲۰۱۶ ریو دو ژانیرو اشاره کرد. بهترین رکورد شخصی‌اش ۹٫۸۰ ثانیه است.
او در رقابت‌های جهانی ۲۰۱۵ پکن در دو ۱۰۰ متر با رکورد ۹ ثانیه و ۸۰ صدم ثانیه به مدال نقره دست یافت.
وی که سالها در رقابت با اعجوبه صد متر جهان اوسین بولت  باخته بود هرگز فکر نمیکرد قرار است اتفاق بزرگی را رقم بزند و  تلخی سال‌ها شکست را در یک شب خاص به بولت بچشاند.  او در مسابقات جهانی دو و میدانی ۲۰۱۷  در حالیکه بولت میخواست با طلای جهان از دنیای سرعت خداحافظی کند، گاتلین با رکورد ٩ ثانیه و ٩٢ صدم ثانیه تمام مدعیان، از جمله بولت را کنار زد و بعد از سالها  دوباره سریعترین مرد جهان شد. با وجود آنکه در پایان رقابت جاستین برای ادای احترام به بولت در مقابل او زانو زد  اما ثانیه ای قبل تر و  بعد  از مسجل شدن قهرمانی با نشان دادن علامت سکوت پایان افسانه بولت را اعلام کرد و کتاب این اعجوبه  ۱۰۰ متر را برای همیشه بست.این آخرین طلای جهانی گاتلین بود. 